# Henri Willy Pleket
Henri Willy Pleket, auch Harry Willy Pleket oder H. W. Pleket (* 22. September 1930 in Haarlemmermeer; † 5. Januar 2025 in Oegstgeest), war ein niederländischer Althistoriker, Epigraphiker und Hochschullehrer.

## Werdegang
Pleket studierte Altertumswissenschaften an der Universität Leiden, wo er 1958 in Alter Geschichte promoviert wurde. Er war von 1960 bis 1967 wissenschaftlicher Mitarbeiter an der Universität Leiden, danach bis 1976 Dozent (lector). 1976 wurde er in Leiden Professor für Alte Geschichte sowie Griechische und Lateinische Epigraphik; im Dezember 1993 wurde er emeritiert.
Schwerpunkt von Plekets Forschungstätigkeit war die Epigraphik. Von 1978 bis 2003 war er Herausgeber des Supplementum Epigraphicum Graecum. Daneben veröffentlichte er auch zur antiken Sozial- und Wirtschaftsgeschichte sowie zur Geschichte der Olympischen Spiele der Antike. Pleket war Mitglied der Königlich-Niederländischen Akademie der Wissenschaften und der Academia Europaea (1992).

## Schriften
- The Greek Inscriptions in the ‘Rijksmuseum van Oudheden’ at Leyden. Brill, Leiden 1958.
- Epigraphica. 2 Bände. Brill, Leiden 1964 und 1969.
- Epigrafiek en oude geschiedenis. Brill, Leiden 1964.
- (mit Moses I. Finley): The Olympic Games. The first thousand years. Chatto & Windus, London 1964.
Deutsche Übersetzung: Die Olympischen Spiele der Antike. Wunderlich, Tübingen 1976, ISBN 3-8052-0263-6.
- (mit H. W. Singor, Hendrik Simon Versnel): Korte maatschappijgeschiedenis van de antieke wereld. Wolters-Noordhoff, Groningen 1983, ISBN 90-01-71280-0.